# Циклічний граф (алгебра)
В теорії груп, яка є розділом абстрактної алгебри, циклічний граф групи ілюструє різні цикли групи і особливо корисний при візуалізації структури малих скінченних груп.
Цикл — це множина ступенів даного елемента групи a, де an, n-та ступень елементу a визначається як добуток, помножений на себе n раз. Елемент a називається генератором циклу. У скінченній групі деяка ненульова ступінь повинна бути нейтральним елементом e; така найменша ступінь є порядком циклу, тобто кількістю різних елементів циклу. У циклічному графі, цикл зображується у вигляді багатокутника, з вершинами, що представляють елементи групи, і сполучними лініями, що вказують, на те що всі елементи в цьому багатокутнику є членами одного і того ж циклу.

## Цикли
Цикли можуть частково збігатися, або вони можуть не мати жодного спільного елемента, окрім нейтрального елемента. Граф циклу відображає кожен важливий цикл у вигляді многокутника.
Якщо a породжує цикл 6-го порядку (або, більш коротко, має порядок 6), то a6 = e. Тоді множина ступенів a2, {a2, a4, e} є циклом, але це очевидно. Аналогічно, a5 генерує той самий цикл, що і a.
Таким чином, потрібно розглядати тільки первісні цикли, а саме ті, що не є підмножинами іншого циклу. Кожен з них породжується деяким первісним елементом, a. Візьмемо вершину для кожного елемента вихідної групи. Для кожного первісного елемента, треба поєднати е і a, a вже з a2, …, an−1 з an і т. д., поки е не буде досягнуто. В результаті отримуємо циклічний граф.
Коли a2 = e, a має порядок 2 (це інволюція), і з'єднана з e двома ребрами. За винятком випадків, коли мета полягає в тому, щоб підкреслити, що маємо два ребра циклу, то граф, як правило, малюється у вигляді однієї лінії між цими двома елементами.

## Властивості
| Dih4 калейдоскоп з червоним дзеркалом і 4-кратним генератором обертання | Циклічний граф для діедральної групи Dih4. |

Як приклад циклічного графу групи, розглянемо діедральну групу Dih4. Таблиця множення для цієї групи показана ліворуч, а цикл графу показано праворуч із зазначенням одиничного елементу e.
| o   | e   | b   | a   | a2  | a3  | ab  | a2b | a3b |
| --- | --- | --- | --- | --- | --- | --- | --- | --- |
| e   | e   | b   | a   | a2  | a3  | ab  | a2b | a3b |
| b   | b   | e   | a3b | a2b | ab  | a3  | a2  | a   |
| a   | a   | ab  | a2  | a3  | e   | a2b | a3b | b   |
| a2  | a2  | a2b | a3  | e   | a   | a3b | b   | ab  |
| a3  | a3  | a3b | e   | a   | a2  | b   | ab  | a2b |
| ab  | ab  | a   | b   | a3b | a2b | e   | a3  | a2  |
| a2b | a2b | a2  | ab  | b   | a3b | a   | e   | a3  |
| a3b | a3b | a3  | a2b | ab  | b   | a2  | a   | e   |

Зверніть увагу на цикл e, a, a2, a3. З таблиці множення можна побачити, що послідовні ступені поводяться так і у прямому, і у зворотньому порядку. Іншими словами: (a3)2=a2, (a3)3=a, і (a3)4=e. Така поведінка справедлива для будь-якого циклу в будь-якій групі — цикл може бути пройдений в будь-якому напрямку.

Циклічний граф групи кватерніона Q_{8}.

Цикли, які містять складене число елементів неявно містять цикли, які не показані в графі. Для графу Dih4 вище, ми могли б провести грань між a2 і e, так як (a2)2=e, але через те, що a2 є частиною більшого циклу, цього не можна зробити.
Існує поняття неоднозначності, коли два цикли мають спільний, не одиничний елемент. Розглянемо, наприклад, просту групу кватерніона, чий циклічний граф показаний праворуч. Кожен з елементів в середньому рядку при множенні на себе дає -1 (де 1 — це одиничний елемент). У цьому випадку ми можемо використовувати різні кольори для відстеження циклів. Як зазначалося раніше, два ребра 2-елементного циклу, як правило, представлені у вигляді одного рядка.
Обернений елемент можна знайти на циклічному графі у подібний спосіб. Це буде елемент, для якого відстань від одиничного елемента така сама, якщо рухатись по циклу у протилежному напрямку.

## Історія
Циклічні графи досліджував числовий теоретик Даніель Шенкс на початку 1950-х років, як інструмент для вивчення мультиплікативних груп кільця лишків за модулем n. Шенкс вперше опублікував цю ідею в 1962 у першому виданні своєї книги «Вирішені та невирішені проблеми в теорії чисел».  У книзі, Шенкс досліджує, які групи мають ізоморфні циклічні графи і, коли цикл є планарним графом. У другому виданні 1978 року, Шенкс розмірковує про своє дослідження класових груп і розвиток алгоритму великих і малих кроків:
Графи циклу використовуються як педагогічний інструмент у підручнику Теорія візуальних груп Натана Картера.

## Графи циклів деяких сімейств групи
Певні типи груп дають типові графи:
Циклічні групи Zn, порядку n, являють собою один цикл графу простого n-кутника з вершинами елементів.
|     |           |     |           |           |            |           |           |
| Z1  | Z2 = Dih1 | Z3  | Z4        | Z5        | Z6=Z3×Z2   | Z7        | Z8        |
|     |           |     |           |           |            |           |           |
| Z9  | Z10=Z5×Z2 | Z11 | Z12=Z4×Z3 | Z13       | Z14=Z7×Z2  | Z15=Z5×Z3 | Z16       |
|     |           |     |           |           |            |           |           |
| Z17 | Z18=Z9×Z2 | Z19 | Z20=Z5×Z4 | Z21=Z7×Z3 | Z22=Z11×Z2 | Z23       | Z24=Z8×Z3 |

|    |           |                 |            |
| Z2 | Z2 = Dih2 | Z23 = Dih2×Dih1 | Z24 = Dih2 |

При простому числі n, групи виду (Zn)m матимуть (nm − 1)/(n − 1) n-цикли, що ділять окремий елемент.
|           |                 |            |     |
| Z2 = Dih2 | Z23 = Dih2×Dih1 | Z24 = Dih2 | Z32 |

Діедральні групи Dihn, порядку 2n складаються з циклу n-елементу і n циклів 2-елементу.
|           |           |      |      |      |              |      |      |      |               |
| Dih1 = Z2 | Dih2 = Z2 | Dih3 | Dih4 | Dih5 | Dih6=Dih3×Z2 | Dih7 | Dih8 | Dih9 | Dih10=Dih5×Z2 |

Біциклічні групи, Dicn = Q4n, порядку 4n.
|           |            |            |            |            |
| Dic2 = Q8 | Dic3 = Q12 | Dic4 = Q16 | Dic5 = Q20 | Dic6 = Q24 |

Інші прямі добутки:
|       |       |       |       |     |
| Z4×Z2 | Z4×Z2 | Z6×Z2 | Z8×Z2 | Z42 |

Симетрична група — симетрична група Sn містить для будь-якої групи порядку n, підгрупу, ізоморфну цій групі. Таким чином, циклічний граф кожної групи порядку n можна знайти в циклічному графі Sn.
| A4×Z2 | S3 = Dih3 | S4 | Один з трьох Dih4, що знаходиться в S4 Те ж саме, що й |